# فولكر أولريش
فولكر أولريش (بالألمانية: Volker Ullrich)‏ هو كاتب غير روائي وصحفي ومؤرخ ألماني، ولد في 20 ديسمبر 1943 في تسيله في ألمانيا.

## وصلات خارجية
- فولكر أولريش على موقع مونزينجر (الألمانية)